# Chessy-les-Prés
Chessy-les-Prés ist eine französische Gemeinde mit 534 Einwohnern (Stand: 1. Januar 2022) im Département Aube in der Region Grand Est; sie gehört zum Arrondissement Troyes und zum Kanton Aix-Villemaur-Pâlis. Die Einwohner werden Chiasseux und Chiasseuses genannt.

## Geografie
Chessy-les-Prés liegt rund 30 Kilometer südwestlich von Troyes am Flüsschen Bernon, das an der südwestlichen Gemeindegrenze in die Armance einmündet. Umgeben wird Chessy-les-Prés von den Nachbargemeinden Ervy-le-Châtel im Nordwesten und Norden, Davrey im Norden und Nordosten, Vanlay im Osten, Bernon im Südosten, Lignières und Marolles-sous-Lignières im Süden, Flogny-la-Chapelle im Südwesten, Les Croûtes im Südwesten und Westen sowie Courtaoult im Westen.

## Bevölkerungsentwicklung
| Jahr                       | 1962 | 1968 | 1975 | 1982 | 1990 | 1999 | 2006 | 2019 |
| Einwohner                  | 570  | 497  | 481  | 476  | 509  | 504  | 527  | 519  |
| Quellen: Cassini und INSEE |      |      |      |      |      |      |      |      |

## Sehenswürdigkeiten
- Kirche Notre-Dame-de-l’Assomption, seit 1925 Monument historique

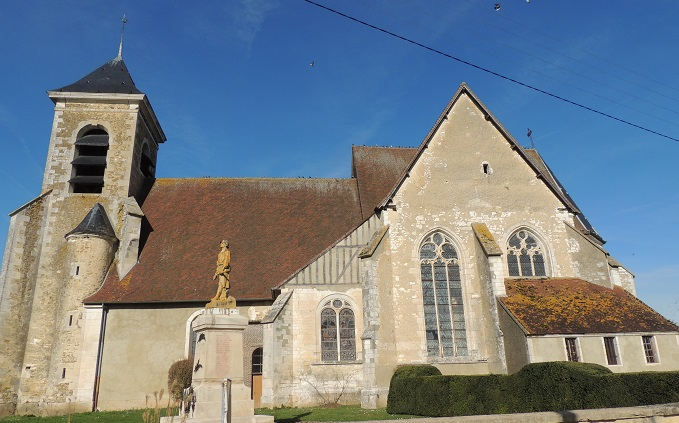
Kirche Notre-Dame-de-l’Assomption